# Ardy Lightfoot
Ardy Lightfoot — видеоигра жанра платформер, разработанная и выпущенная 26 ноября 1993 года для японского рынка компанией ASCII Corporation эксклюзивно для игровой приставки SNES. В 1996 году игра была переиздана компаний Titus Software для североамериканского и европейского рынков. Для других игровых систем не переиздавалась и продолжений не имеет.

## Сюжет
В один день радуга развалилась на семь разноцветных кусочков. По легенде, тот, кому удастся собрать все эти кусочки, сможет загадать любое желание, которое тут же исполнится. Злой король Висконти (англ. Visconti) нашёл один кусок радуги и теперь с помощью своих приспешников ищет оставшиеся шесть. Коварного короля надо остановить, и единственным, кто отважился бросить ему вызов, стал протагонист игры — Арди, антропоморфическое создание, смесь человека с каким-то животным, то ли лисой или кошкой, то ли собакой или волком. В приключениях Арди помогают его друзья — мудрый старик (имя неизвестно), девушка Нина и таинственный искатель приключений Дон Джекоби (англ. Don Jacoby).

## Геймплей

Кадр из первого уровня игры

В плане игрового процесса Ardy Lightfoot представляет собой типичный для 16-биток четвёртого поколения мультипликационный двухмерный платформер, схожий с такими играми, как Asterix & Obelix, Bubsy, Cool Spot или Sylvester & Tweety in Cagey Capers. Главный герой Арди бегает по игровым локациям, собирает бонусные предметы и сражается с многочисленными врагами.
Рядом с Арди постоянно то летает, то ходит вприпрыжку забавное круглое создание, которое Арди использует в качестве основного оружия, кидаясь им в противников. Другое оружие Арди — его собственный хвост, с помощью которого он может совершать более высокие прыжки, поджав его под себя наподобие пружины, и атаковать врагов. Шкалы здоровья у главного героя как таковой нет. После получения ущерба в первый раз Арди теряет своего спутника (тот просто лопается), а на второй раз — теряет игровую жизнь.
По игровым локациям разбросаны звёздочки, за собирание каждой сотой из которых игрок получает дополнительную жизнь, и сундуки, восстанавливающие потерянного в бою спутника или дающие различные бонусные предметы.
Всего игра состоит из 17 уровней, в конце некоторых из них игроку предстоит встреча с «боссом» — особенно сильным противником.

## Критика
В большинстве отзывов Ardy Lightfoot получила оценки от средних до достаточно высоких. Так коммерческая информационная база данных компьютерных игр для различных платформ — Allgame, поставила игре 2,5 звёздочки из пяти, а популярный интернет-портал GameFAQs — оценку 7,3/10 по результатам четырёх рецензий.

### Рецензии
- Американский журнал GamePro поставил приключениям Арди в январе 1995 года оценку 4/5, назвав игру превосходной смесью платформера с небольшой долей элементов ролевой игры[7].
- Другой американский журнал, посвящённый компьютерным играм — Electronic Gaming Monthly оценил Ardy Lightfoot в декабрьском номере 1994 года в 7,2 балла из 10. По мнению журнала, Ardy Lightfoot является привлекательной игрой с большими игровыми локациями и замечательным главным героем. Единственным минусом игры была названа её чрезмерная сложность[7].

- Выходивший в США в 1980-х — 1990-х годах журнал VideoGames & Computer Entertainment поставил игре в июньском номере за 1995 год 7 баллов из максимальных 10, назвав геймплей игры «достаточно разнообразным, чтобы заинтересовать игрока»[7].

## Создатели
Ardy Lightfoot стала одной из самых первых игр, выпущенных компанией ASCII для приставки SNES, после видеоигр Super Smash TV, Spindizzy Worlds, Daisenryaku Expert, Wizardry V: Heart of the Maelstrom и Wing Commander.
Музыку к Ardy Lightfoot написали японские композиторы Кацухиро Хатано (англ. Katsuhiro Hatano) и Акико Хасимото (англ. Akiko Hashimoto). Оба они участвовали ранее в создание музыки к игре Wizardry V: Heart of the Maelstrom (1988 год), а Хасимото позднее занимался разработкой игр Shenmue (Dreamcast, 2000), Monster Hunter Freedom 2 (PSP, 2007), Lost Planet 2 (2010 год) и Devil May Cry 4 (Playstation 3, 2008).
Главный программист Ardy Lightfoot — Такуми Иноуэ (англ. Takumi Inoue) принимал позднее участие в создании компьютерных игр Guilty Gear X2 (PlayStation 2, 2002 год), Guilty Gear XX#Reload (2003 год), Guilty Gear: Dust Strikers (Nintendo DS, 2006 год), Guilty Gear XX Accent Core (PlayStation 2, 2008 год) и Battle Fantasia (PlayStation 3, Xbox 360, 2008 год).